# نیتروژن تری‌کلرید
نیتروژن تری‌کلرید (به انگلیسی: Nitrogen trichloride) یک ترکیب شیمیایی با شناسه پاب‌کم ۶۱۴۳۷ و نماد NCl3 است. که جرم مولی آن 120.365 g/mol می‌باشد. شکل ظاهری این ترکیب، روغنی زرد مایع است.